# Daan de Neef
Daniël (Daan) de Neef (Rotterdam, 15 september 1977) is een Nederlands voormalig politicus. Van 31 maart 2021 tot 6 september 2022 was hij Tweede Kamerlid namens de Volkspartij voor Vrijheid en Democratie (VVD). Hij stapte later over naar de Partij voor de Dieren (PvdD).

## Biografie

### Opleiding en speechschrijver
De Neef groeide op in de Rotterdamse wijk Oosterflank en ging naar Mavo Kralingen. Hij behaalde zijn bachelordiploma journalistiek aan de Hogeschool Utrecht en studeerde ook in 2010 een jaar wijsbegeerte aan de Universiteit Leiden.
Hij was vanaf 2003 werkzaam als persvoorlichter en woordvoerder voor de VVD-Tweede Kamerfractie. In een interview heeft De Neef verteld dat hij had besloten zich bij de VVD aan te sluiten vanwege de openheid jegens andersdenkenden binnen de partij. Hij noemde progressieven dogmatisch en christelijke politici niet inclusief. Hij was redacteur van het boek Ode aan de vrijheid uit 2004 met inleidingen over liberale filosofen door prominente VVD-leden zoals Jozias van Aartsen, Frits Bolkestein, Ayaan Hirsi Ali en Geert Wilders, die rond de tijd van publicatie uit de partij stapte.
Nog een boek door De Neef genaamd Canon van de filosofie werd in 2008 uitgebracht. Daarin staan de 76 belangrijkste filosofische werken volgens 24 professoren en het was een initiatief van Filosofie Magazine. De Neef was van 2006 tot 2007 namens de VVD lid van de gemeenteraad van Nieuwerkerk aan den IJssel. Als medewerker van de VVD-fractie schreef De Neef ook incidenteel speeches voor premier Mark Rutte. Hij zegde zijn baan op om communicatiemedewerker en speechschrijver op het ministerie van Sociale Zaken en Werkgelegenheid te worden.

### Lokale en nationale politiek
De Neef stonde bij Tweede Kamerverkiezingen in 2010 als de nummer 56 op de kieslijst van de VVD en kreeg toen 183 voorkeurstemmen. Kort daarna keerde hij terug bij de VVD, waar hij verantwoordelijk werd voor de communicatie tussen het kantoor van Mark Rutte en de Tweede Kamerfractie. De Neef was de zevende kandidaat van de VVD in Breda bij de gemeenteraadsverkiezingen van 2018 en werd verkozen. Hij kreeg de portefeuille duurzaamheid, natuur, energietransitie, dierenwelzijn, openbare ruimte en onderwijs. In de raad pleitte De Neef voor een buitengewoon opsporingsambtenaar (boa) die zich alleen zou bezighouden met dieren. Hij richtte ook een adviesbureau op voor speech- en presentatietrainingen en hij was vanaf maart 2020 adjunct-secretaris en communicatieadviseur bij de Raad voor Dierenaangelegenheden.
De Neef stond als 34e op de kandidatenlijst van de VVD bij de Tweede Kamerverkiezingen van 2021 en schreef ook mee aan het verkiezingsprogramma. In 2021 werd hij wel verkozen, omdat de VVD 34 zetels behaalde. De Neef, op wie 928 keer was gestemd, werd op 31 maart namens de VVD beëdigd als lid van de Tweede Kamer der Staten-Generaal. In zijn portefeuille had hij jeugdbeleid, jeugdwet, jeugdgezondheidszorg, maatschappelijke diensttijd, beschermd wonen en maatschappelijke opvang (eerder ook inspectie en toezicht op arbeidsomstandigheden, armoede en schuldhulpverlening). Hij was lid van de vaste commissies voor Landbouw, Natuur en Voedselkwaliteit, voor Sociale Zaken en Werkgelegenheid en voor Volksgezondheid, Welzijn en Sport.
Op 31 augustus 2022 kondigde hij zijn vertrek aan als Tweede Kamerlid per 6 september dat jaar. Tegelijkertijd kondigde hij aan dat hij – na achttien jaar – zijn lidmaatschap van de VVD zou opzeggen. Als reden voerde hij aan het VVD-beleid rondom de opvangcrisis en de communicatie daaromtrent, die hij als ijskoud beschreef. Hij had al kritiek op het VVD-beleid omtrent dierenwelzijn en de bio-industrie. Op 4 oktober dat jaar (dierendag) kondigde hij aan lid te zijn geworden van de Partij voor de Dieren (PvdD). Hij heeft toegegeven altijd al op die partij te hebben gestemd met twee uitzonderingen waarop hij de VVD had aangekruist.
De Neef werd op 12 juni 2023 senior adviseur bij strategisch communicatieadviesbureau Issuemakers en hij schrijft artikelen over de Haagse metalscene voor 3voor12. Toen de val van het kabinet-Rutte IV in juli 2023 leidde tot tussentijdse verkiezingen in november, werd De Neef campagneleider van de PvdD. Op 11 september besloot hij op te stappen, toen het partijbestuur had aangekondigd partijleider Esther Ouwehand niet voor te zullen dragen als lijsttrekker vanwege een intern conflict. De Neef vertelde niet met een bestuur te kunnen werken dat Ouwehand op zo een manier behandelt. Na verdere kritieke trad het bestuur af en werd Ouwehand alsnog lijsttrekker. De Neef keerde terug als campagneleider. Volgens het NRC was zijn benoeming tot die positie onderdeel van het conflict, aangezien De Neef en Ouwehand goede vrienden waren.
In augustus 2024 werd De Neef speechschrijver van Carola Schouten, die twee maanden later burgemeester zou worden van Rotterdam.

## Privéleven
De Neef is veganist. Hij is een liefhebber van death-, black- en doommetal en zijn favoriete band is Amenra. De Neef was de zanger van heavy metalband Concedo Nulli. De Neef was getrouwd. Hij had een relatie met Partij voor de Dieren-raadslid in Den Haag Leonie Gerritsen.
- Parlement.com: vlebfbr7jegl